# Лобовка (Липецкая область)
Ло́бовка — деревня Войсково-Казинского сельского поселения Долгоруковского района Липецкой области.

## География
Деревня Лобовка находится в северо-западной части Долгоруковского района, в 24 км к северо-западу от села Долгоруково. Располагается на правом берегу реки Олым, при его впадении в реку Быстрая Сосна.

## История
Лобовка возникла в последней четверти XIX века. Упоминается в 1887 году как «деревня Лобово (Лобовка)». В переписи населения СССР 1926 года отмечается 62 двора, 325 жителей.
С 1928 года в составе вновь образованного Долгоруковского района Елецкого округа Центрально-Чернозёмной области. После разделения ЦЧО в 1934 году Долгоруковский район вошёл в состав Воронежской, в 1935 — Курской, а в 1939 году — Орловской области. С 6 января 1954 года в составе Долгоруковского района Липецкой области.

## Население
| 2010 |
| ---- |
| 39   |

## Транспорт
Связана грунтовой дорогой с селом Войсковая Казинка.